# Ras Ejder
Ras Ejder o Ras el Jdir (en árabe: راس اجدير‎) es una pequeña ciudad costera de Libia, en la frontera con Túnez  y el punto más septentrional de  Libia.

## Ciencia
Es el lugar donde se sitúa una estación experimental de la energía eólica y energía solar para desalinización.

## Transporte
La ciudad es un importante centro de transporte para el comercio por carretera entre Tunicia y Libia. Entre el 15 de febrero y 15 de marzo de 2007, entraron 21.758 extranjeros y 8.112 salieron a través de Ras Ejder.
Puede que Ras Ejder sea una estación fronteriza en la nueva Libia Ferrocarriles que está en construcción en 2007. Se ha firmado un acuerdo para un enlace con Ferrocarriles de Tunecia . La estación ferroviaria más cercana en, situada a de 1 metro, es la de Gabes .